# Chambéria
Chambéria – miejscowość i gmina we Francji, w regionie Burgundia-Franche-Comté, w departamencie Jura.
Według danych na rok 1990 gminę zamieszkiwało 135 osób, a gęstość zaludnienia wynosiła 9 osób/km² (wśród 1786 gmin Franche-Comté Chambéria plasuje się na 608. miejscu pod względem liczby ludności, natomiast pod względem powierzchni na miejscu 211.).